# Вооружённые силы Катара
Вооружённые силы Катара (араб. القوات المسلحة القطرية‎) — военная организация Катара, предназначенная для защиты государства.

## Структура ВС Катара
- сухопутные войска — 65,000 человек
- военно-воздушные силы — 3,700 человек
- военно-морские силы 21,400 человек

## Личный состав
В армии Катара иностранцы составляют до 85 %. В 2016 году власти Катара наняли 6000 военнослужащих в Сомали и не менее 360 военнослужащих в Судане. Почти весь рядовой состав, а также обслуживающий персонал армии укомплектован иностранцами, исключение составляют офицеры и солдаты срочной службы

## Сухопутные силы
1 полк Эмирской гвардии (3 пехотных батальона), 1 бронетанковый полк (1 танковый и 1 механизированный батальоны, 1 артиллерийский дивизион), 4 отдельных батальонов (1 специального назначения (по сути — рота) и 3 мотопехотных/механизированных), 1 полк полевой артиллерии, 2 отдельных артиллерийских дивизиона (миномётный и противотанковый), 1 зенитная батарея.

## Состав ВВС
1-е истребительное крыло (7-я истребительно-бомбардировочная («Мираж-2000-5») и 11-я штурмовая («Альфа Джет») эскадрильи)

2-е вертолётное крыло (6-я («Газель»), 8-я (противокорабельная, «Командо») и 9-я («Командо») эскадрильи)

транспортная эскадрилья

зенитно-ракетный дивизион (ЗРК «Роланд»)

### Базирование
Al-Dawah (штаб ВВС, аэродрома нет) 

Doha International (международный аэропорт в столице страны — Доха; основная авиабаза)

Al-Udeid (новая авиабаза, строительство завершено в последнее время)

Al-Ghariyeh (резервный аэродром)

### Авиационное вооружение
Приведённые цифры относятся к числу закупленных

144 Mica — УР «воздух-воздух» средней дальности

272 R-550 Magic-2 — УР «воздух-воздух» малой дальности (по IISS имеются и Magic)

128 R-530 — УР «воздух-воздух» малой дальности (возможно, сняты с вооружения вместе с «Мираж-F.1»)

128 AS-30L — УР «воздух-земля» общего назначения

«Black Pearl» — вариант УР «воздух-земля» Apache (французское производство, кассетная БЧ), для «Мираж-2000-5»

АМ-39 «Экзосет» — ПКР

«Хот» — ПТУР

## Вооружение
На вооружении ВС Катара находятся:
- Танки:

62 Leopard 2A7+
30-44 AMX-30S
- БРМ:

12 AMX-10RC
20 EE-9 Cascavel (на хранении)
12 Феррет (на хранении)
8 V-150 Chaimite
16 VBL
- БМП:

40 AMX-10P
- БТР:

30 AMX-VCI
40 Piranha II (36 с 90 мм пушками, 2 командно-штабных, 2 БРЭМ; поставки в 1997—1999гг)
160 VAB (в том числе 4 — самоходные миномёты, 24 с ПТРК «Хот»; 15 VAB — в полиции)
- САУ:

24 155мм Panzerhaubitze 2000
28 155мм AMX Мк F-3
- Буксируемая артиллерия:

12 G-5
- Миномёты:

15 120мм Brandt
4 81 мм самоходных VPM (на базе VAB)
26 81мм L16 (часть — самоходные)
- Противотанковые средства и оружие поддержки:

44-48 ПТРК «Хот» (в том числе 24 самоходых, на базе VAB)
60-100 ПТРК Milan
84 мм лёгкие безоткатные орудия «Карл Густав»
40 мм противопехотные гранатомёты M203
- Боевые самолёты

9 «Мираж-2000-5ЕDА» и 3 «Мираж-2000-5DDA» (поставлены в 1997—2000гг)
3 Rafale EQ и 2 Rafale DQ (поставки с 6 февраля 2019, заказано 36) Архивная копия от 7 июня 2019 на Wayback Machine
0 F-15QA (поставки с 2021, заказано 36)
0 Eurofighter Typhoon (поставки с 2022, заказано 24)
- Учебно-боевые самолёты

6 Alpha Jet
0 Hawk AJT (заказано 9)
- Транспортные самолёты*

2 C-17A Globemaster
1 Airbus A340
2 Boeing 707
1 Boeing 727
2 Falcon 900
- Вертолёты

12-13 Вестланд «Коммандо» Mk2A (3, транспортные), Mk2C (1-2, VIP) и Mk3 (8, морские патрульных, 2 из них оборудованы для несения 1 ПКР AM-39 «Экзосет»)
11 SA-342L «Газель» (с ПТУР «Хот»)
18 AgustaWestland AW139
2 SA-341G «Газель» (в полиции)
не менее 7 McDonnell Douglas AH-64 Apache
- ЗРК

9 ПУ ЗРК «Роланд-2»
- ПЗРК

24 Mistral
12 ПЗРК «Стингер» (ЗУР FIM-92A)
6-10 ПЗРК «Блоупайп»
20 ПЗРК «Стрела-2» (SA-7 Grail)
- РЛС

6 TRS-2201
- Ракетные катера

4 «Барзан» («UK Vita») — 2х4 ПУ ПКР MM-40 Exocet, 1х6 ЗРК Sadral (ЗУР Mistral)
3 «Damsah» («Комбатан-3») — 2х4 ПУ MM-40 Exocet
- Патрульные катера

3 Damen Polycat 1450 (в том числе 1 небоеспособен)
2 Vosper
12 Spear
3 Watercraft P-1200 (в полиции; 4 этого типа сняты с вооружения)
3 Halmatic M-160 (в полиции)
4 Crestitalia MV-45 (в полиции)
- Десантный корабль

1 танкодесантный корабль «Rabha»